# 土田よしこ
土田 よしこ（つちだ よしこ、女性、1948年〈昭和23年〉2月26日 - 2023年〈令和5年〉9月15日）は、日本の女性漫画家。東京都武蔵野市出身。本名は土田芳子。従来の繊細な少女漫画の世界において破壊的なギャグ漫画の新風を吹き入れた。
「土田よし子」名義による作品もある。

## 経歴・人物
子供の頃から漫画を描くのが好きで、城右女子高等学校在学中からフジオプロでアシスタントのアルバイトをしていた。そのきっかけは近所にスタジオゼロに勤めている人がいたことで、土田も本来はスタジオゼロで働くつもりだったが、同じビル（西新宿十二社の市川ビル）の4階にあるスタジオゼロと間違えて3階のフジオプロに足を踏み入れたことからフジオプロで採用され、1966年（昭和41年）に高校を卒業した後もフジオプロの誘いで赤塚不二夫のアシスタントを続けた。土田を採用したのは長谷邦夫であり、兄弟子に古谷三敏、高井研一郎などがいたが、とりいかずよしはまだおらず接点がなかった。しかしアシスタントとしては全く適性がなくフジオプロには悪いことをしたと土田自身は語っている。
成人式を迎える前、「自分で漫画を描きたい」との理由でフジオプロを退社。退社に際して妹を「私よりよく働きますから」と言ってフジオプロに入れたところ、妹は本当に土田よりよく働き、フジオプロの人気者になった。このため、後に土田の仕事が忙しくなって妹を呼び戻したときは「持ってくなよ」と言われたという。この時期の土田について、赤塚は「残業で遅くなった夜、いたずら心を起こしたぼくは、彼女を車に乗せて家に送ってやる途中、ラブホテルが見えるたびに車を寄せ、「ホラ、そこへ入っちゃうぞ」「ここで恋愛しよう」と持ちかけた。だが相変らずの無口である。つまらないヤツだと思いながら、翌日、妹が出勤してくると「アネキ、きのう何か言ってなかったか?」と聞いてみた。すると、「いくじなし! だってさ」という答が返ってきた」と語っている。
独立後、1968年（昭和43年）、『小説ジュニア』誌の『ハレンチくん』でプロデビューを果たす。それまでは少女漫画を描いていたが、赤塚のアシスタントだったためギャグを描くことを編集者に期待されギャグ漫画を描き始めた。最初に描いたギャグ漫画は同人誌に発表したもので赤塚の作品を使った内容だったが、それを赤塚から褒められて嬉しくなったのがギャグ漫画に方向転換するきっかけになったかもしれないと語っている。1971年（昭和46年）、『週刊マーガレット』誌に『よしこで～す』を、『りぼん』誌に『きみどりみどろあおみどろ』を連載開始。
1973年（昭和48年）から『週刊マーガレット』誌に連載した『つる姫じゃ〜っ!』が大好評を博し、1975年（昭和50年）には第4回日本漫画家協会優秀賞を受賞した。この作品は1990年（平成2年）にTVアニメ化された。
その他の作品には『わたしはしじみ!』（1973年（昭和48年））、『ねばねばネバ子』（1977年（昭和52年））、『ぼんぼりボンボン』（1978年（昭和53年））、『待ったなし!!よしこはOL』（1982年（昭和57年））、『東海道中膝栗毛』（1997年（平成9年））、エッセイ集に『怒っか～ん!』（1993年（平成5年））などがある。
なお、土田のフジオプロ時代の弟弟子だったとりいかずよしの作品には土田ヨシゴンという怪物が登場する。
2023年9月15日に土田が死去したことが、同月16日に『つる姫じゃ〜っ!』の公式X（旧Twitter）アカウントにて伝えられた。75歳没。

## 作品リスト
- ハレンチくん（1968年小説ジュニア夏増刊、1969年小説ジュニア春増刊、集英社）
- チャオチャオポコチャン（1968年10月号、りぼん、集英社）
- ララマイ・アイドル（1969年8月号、りぼん）
- 笑っちゃイヤ～ン!（1969年 - 1971年、りぼんコミック、集英社）
- ミミちゃんにチュッ!（1970年4月号 - 8月号、りぼん）
- ザ・ブ～（1970年9月号 - 12月号、りぼん）
- 偉大なペソコ（1971年1月号、りぼん）
- おヨメにドージョ（1971年2月号、りぼん）
- よしこで～す!（1971年13号 - 1972年12号、週刊マーガレット、集英社）
  - 『よしこでーす! 笑っていただきます!!』集英社〈マーガレット・コミックス 107〉、1972年11月20日。
- 卒業するでよ～（1971年3月号、りぼん）
- 春だ春だよビューティフル（1971年4月号、りぼん）
- 笑っちゃいや～ン（1971年4月号、りぼん）
- お見合しちゃうから（1971年5月号、りぼん）
- 私はたたかう（1971年6月号、りぼん）
- 海は青いな!ドギツイな!（1971年7月号、りぼん）
- きみどりみどろあおみどろ（1971年8月号 - 1972年12月号、りぼん）
  - 『きみどりみどろあおみどろ』集英社〈りぼんマスコットコミックス 36〉、1972年8月10日。
  - 『きみどりみどろあおみどろ』集英社〈集英社漫画文庫 052〉、1977年2月。ISBN 978-4-08-612052-4。
  - 『きみどりみどろあおみどろ』中央公論社〈愛蔵版シリーズ〉、1989年5月20日。ISBN 978-4-12-001795-7。
- わらしは白衣の天使ぞな（1971年夏増刊、りぼん）
- とびだせ!ばあちゃん（1972年22号 - 1972年41号、週刊マーガレット）
- ダッチョ島の少女（1972年4月増刊、りぼん）
- レッツ・ゴー!3びき（1972年46号 - 1973年12号、週刊マーガレット）
- 大奥マル秘物語（1973年正月増刊、りぼん）
- わたしはしじみ!（1973年2月号 - 1975年12月号、りぼん）
  1. 『わたしはしじみ!』 1巻、集英社〈りぼんマスコットコミックス 57〉、1974年4月10日。
  2. 『わたしはしじみ!』 2巻、集英社〈りぼんマスコットコミックス 73〉、1975年5月10日。
  3. 『わたしはしじみ!』 3巻、集英社〈りぼんマスコットコミックス 88〉、1976年6月10日。

  - 『わたしはしじみ!』中央公論社〈愛蔵版〉、1989年6月。ISBN 978-4-12-001822-0。
- つる姫じゃ〜っ!（1973年17号 - 1979年35号、週刊マーガレット）
- よしこのええかげんにせ〜よ!（1974年1月号、りぼん）
- かがやけうめ星流れ星（1976年2月号 - 1976年6月号、りぼん）
- よしこのオリバー劇場
  - カバコの海（1976年9月号、りぼん）
  - ペソ子の天使になれない（1976年10月号、りぼん）
  - ネバ子が行く!（1976年11月号、りぼん）
  - ネバ子のアホクサ物語（1976年12月号、りぼん）
- ねばねばネバ子（1977年1月号 - 1977年9月号、りぼん）
  - 『ねばねばネバ子』集英社〈りぼんマスコットコミックス〉、1978年9月10日。
- ぼんぼりボンボン（1978年1月号 - 1978年12月号、りぼん）
- よしこのスーパージョーク（1979年10月号 - 1980年3月号、りぼん）
- 待ったなし!!よしこはOL（1982年、週刊ヤングジャンプ、集英社）
  1. 『待ったなし!!よしこはOL 超OLとは何だ!?』 1巻、集英社〈ヤングジャンプ・コミックス 21〉、1983年9月25日。ISBN 978-4-08-861021-4。
  2. 『待ったなし!!よしこはOL』 2巻、集英社〈ヤングジャンプ・コミックス 22〉、1984年8月25日。ISBN 978-4-08-861022-1。
  3. 『待ったなし!!よしこはOL ウワサの女課長』 3巻、集英社〈ヤングジャンプ・コミックス 20〉、1984年11月25日。ISBN 978-4-08-861020-7。 - 『とびだせ!ばあちゃん』を併録。
- 『ウメぼし学園』徳間書店〈トクマ・コミックス BanBan シリーズ(2)〉、1983年11月5日。
- 大奥激伝（フォアレディ BIG COMIC FOR LADY、小学館）
- つぼみちゃん（1985年4月 - 1987年3月、小学一年生、小学館）
- なの花つぼみ（1985年2月 - 1988年3月、小学三年生、1987年4月 - 10月、小学五年生、小学館）
  - 『なの花つぼみ』小学館〈てんとう虫コミックス 1201〉、1987年6月25日。ISBN 978-4-09-141201-0。
- オレ牛男!!（1985年6月、月刊コロコロコミック、小学館）
- くらしの情報どんぶり（1988年、竹書房）「土田よし子」名義
- 日出子ちゃん（1988年1月28日号 - 1991年12月5・12日合併号、週刊明星、集英社）
  - 『日出子ちゃん』南風社〈NANPUSHA COMICS〉、1992年11月15日。ISBN 978-4-931062-03-0。
- 『東海道中膝栗毛』中央公論社〈マンガ日本の古典 29〉、1997年2月。ISBN 978-4-12-403307-6。
  - 『東海道中膝栗毛』十返舎一九 原作、中央公論新社〈マンガ日本の古典 29〉、2001年8月。ISBN 978-4-12-203882-0。 - 土田 (1997)の文庫版。
  - 『東海道中膝栗毛』十返舎一九 原作、中央公論新社〈マンガ日本の古典 29 ワイド版〉、2021年7月。ISBN 978-4-12-403627-5。 - 土田 (1997)のワイド版。

### エッセイ集
- 『怒っか～ん！』集英社、1993年2月。ISBN 978-4-08-774001-1。 - マンガ入り、初のエッセイ集。

## 師匠
- 赤塚不二夫

## 関連人物
- 室山まゆみ

## 関連書籍
- 別冊宝島編集部 編『いきなり最終回 名作マンガのラストシーン再び』JICC出版局〈PART2〉、1991年5月。ISBN 978-4-7966-0134-4。 - 『つる姫じゃ～っ!』の最終回（およびその前々回、前回）が掲載。土田のコメントもある。
  - 別冊宝島編集部 編『いきなり最終回』 2巻、JICC出版局〈宝島文庫〉、1993年4月15日。ISBN 978-4-7966-0598-4。 - 別冊宝島編集部 (1991)の文庫版。